# حافظ مهر خصوصی ژاپن
حافظ مهر خصوصی ژاپن، نای دایجین جدید (به ژاپنی: 内大臣, Naidaijin)، یک پست اداری غیر از رتبه کابینه در دولت امپراتوری ژاپن بود، مسئول مشاور مستقیم و شخصی امپراتور ژاپن و حفظ مهر مخفی ژاپن و مهر دولتی ژاپن از جمله موارد دیگر بود.
دفتر مدرن لرد حافظ مهر محرمانه فقط از نظر نام با نای‌دایجین قدیمی یکسان بود و نباید اشتباه شود. این دفتر در سال ۱۹۴۵ پس از جنگ دوم جهانی لغو شد.